# Austrogymnocnemia maculata
Austrogymnocnemia maculata is een insect uit de familie van de mierenleeuwen (Myrmeleontidae), die tot de orde netvleugeligen (Neuroptera) behoort. 
Austrogymnocnemia maculata is voor het eerst wetenschappelijk beschreven door Tillyard in 1916.